# Algorytm Hoare’a
Algorytm Hoare’a – algorytm rozwiązujący problem selekcji, czyli wyznaczający {\displaystyle k}-tą co do wielkości ({\displaystyle k}-tą statystykę pozycyjną) spośród danych {\displaystyle n} liczb. Opiera się na pomyśle podobnym do algorytmu sortowania szybkiego, czyli na podziale zbioru na elementy mniejsze i większe od wybranego. Pomysłodawcą obu algorytmów jest Antony Hoare.

## Działanie
Działanie algorytmu jest następujące, powiedzmy, że dany jest zbiór {\displaystyle A} zawierający {\displaystyle n} liczb. Zadanie polega na wybraniu {\displaystyle k}-tej co do wielkości. Wybieramy losową liczbę {\displaystyle l} ze zbioru {\displaystyle A} i dzielimy ten zbiór na elementy mniejsze lub równe od {\displaystyle l} (zbiór {\displaystyle A_{\leqslant }}) oraz liczby większe od niej (zbiór {\displaystyle A_{>}}). Następnie, jeśli moc zbioru {\displaystyle A_{\leqslant }} jest większa lub równa {\displaystyle k,} to rekurencyjnie szukamy w tym zbiorze {\displaystyle k}-tego elementu, w przeciwnym przypadku rekurencyjnie szukamy w zbiorze {\displaystyle A_{>}} elementu {\displaystyle k-|A_{\leqslant }|} co do wielkości.

## Złożoność czasowa
Pesymistyczna złożoność czasowa to {\displaystyle O(n^{2}),} możemy bowiem (podobnie jak w QuickSorcie) wybierać cały czas do podziału największy element.
Równanie na oczekiwaną złożoność czasową w modelu permutacyjnym:
{\displaystyle f(n)={\begin{cases}0,&{\text{jeżeli }}n=1\\(n+1)+{\frac {1}{n}}(\sum _{j=1}^{n-k}f(n-j)+\sum _{j=n-k+2}^{n}f(j-1)),&{\text{wpp.}}\end{cases}}}
Średnia złożoność jest liniowa.
Podany algorytm nie jest optymalny dla problemu selekcji, gdyż algorytm magicznych piątek działa pesymistycznie w czasie liniowym, więc jest znacząco lepszy.